# Witkuiftachuri
De witkuiftachuri (Serpophaga subcristata) is een zangvogel uit de familie Tyrannidae (tirannen).

## Verspreiding en leefgebied
Deze soort komt voor in Brazilië, Bolivia, Paraguay, Uruguay en Argentinië. Er zijn drie ondersoorten:
- S. s. munda: van centraal Bolivia en zuidwestelijk Brazilië tot centraal Argentinië en Uruguay
- S. s. straminea: zuidoostelijk Brazilië en Uruguay.
- S. s. subcristata: van oostelijk Bolivia tot zuidelijk-centraal Brazilië, Paraguay en centraal Argentinië.

## Status
De grootte van de populatie is niet gekwantificeerd maar de soort wordt omschreven als vrij algemeen. Op de Rode lijst van de IUCN heeft deze soort de status niet bedreigd.